# Mer jul
Mer jul är en julsång på svenska, skriven och ursprungligen inspelad av Adolphson & Falk.
Ursprungsversionen av låten, som tar upp flera jultraditioner, spelades i Kjell Alinges radioprogram Eldorado. Producenten LG Nilsson hade förinspelat bakgrunden på en Revox G36 bandspelare med bas från Prophet One, i den ena kanalen och bastrumma, virveltrumma, hi-hat och rimshot från Boss Dr Rhythm, DR-55, i den andra. Han använde också bjällror och ett julcollage med ett hopkok av jullåtar från grammofonarkivet. Inspelningen gjordes i Studio 31, en talstudio på Sveriges Radio i december 1981 och utgavs 1982 på samlingsalbumet Eldorado. Stjärnornas musik. En omarbetad version av låten, fast med samma bakgrund, men ny sång, nya gitarrer och ny ljudtekniker, Dag Lundquist, utgavs på en röd vinyl singel 1984 och har blivit den "klassiska" versionen. Den låg även på Trackslistan under perioden 15-22 december 1984, placerad på 20:e respektive 16:e plats innan den lämnade listan.
Upphovsmännen Adolphson & Falk menar att låten skiljer sig både från deras egen övriga produktion samt från andra jullåtar då den är skriven med en stor portion ironi och humor.
Mer jul är varje år en av de mest spelade jullåtarna i Sverige. Enligt STIM var den den mest spelade svenska jullåten av alla under 2000-talets första decennium. 2010, 2011 och 2012 var den årets mest spelade svenska jullåt. Dess hittills högsta placering på Sverigetopplistan är en fjärde plats, som den nådde under julen 2018.
2021 uppgavs Mer jul ha över 37 miljoner spelningar på Spotify. Samma år firade Adolphson & Falk 40-årsjubileet av låten med att ge ut en ny akustisk version samt för första gången släppa den som musikvideo.

## Coverversioner
- 2008 spelades låten in av Amy Diamond på julalbumet En helt ny jul.[12]
- 2008 spelades låten in av Värmlandspojkarna på julalbumet Värmlandspojkarnas jul.[13]
- 2016 släppte Axel Schylström en nyinspelning av låten som singel.[14]

## Listplaceringar
| Lista (1991-1992, 1996, 2007-) | Topplacering |
| ------------------------------ | ------------ |
| Sverige                        | 4            |